# Cera de palma
Cera de Palma é proveniente da Palmeira, encontrada na região dos Andes e no nordeste brasileiro, é assim nomeada por ser extraída da camada branca que cobre seu tronco, um recurso específico que a distingue dos outros grupos de palmas. Durante séculos esta cera foi coletada raspando o tronco da palmeira e com o passar do tempo sua forma de extração está sendo cada vez mais variada para melhor aproveitamento do produto.

## Características técnicas
- Mistura de triglicerídeos
- Aparência: Flocos
- Ponto de fusão: 57- 59 C
- Densidade Relativa: 0,85-,90
- Odor: As Usual / Normal
- Estabilidade: Estável
- Evitar: Armazenar perto de calor ou chama aberta
- Incompatibilidade: Evitar o contato com agentes oxidantes e bases fortes, como cobre e ligas de cobre e de agentes redutores. Perigos de combustão ou decomposição, podem produzir monóxido de carbono e/ou dióxido e carbono
- LD50:> 2000 mg / kg de peso corporal - o composto é um pouco tóxico em caso de ingestão
- Degradabilidade: degradado rapidamente.
- Teste de triagem, facilmente biodegradável de acordo com a classificação da OCDE.
- Toxicidade aguda para os peixes: LC50 = 10 – 100 mg prod/1
- Toxicidade aguda de origem bacteriana: EC50 = 100 mg prod/1

## Utilização
Seus usos são diversos, desde aplicações alimentares à produtos automotivos ou da indústria de cosméticos. Também encontrada na fabricação de produtos para o lar e produtos para cuidados pessoais como na cobertura de fio dental, doces e gomas de mascar, além de servir para o polimento de carros e pranchas de surfe.
Cerca de 25% do óleo de palma disponível é usado em produtos não-comestíveis, que incluem emulsificantes e estabilizantes agrícolas, na fabricação de papel e PVC e em ampla gama de sabonetes, detergentes, produtos de higiene e cera de vela.
É utilizada principalmente na aromaterapia, com velas perfumadas ou como fonte de calor para vaporizar óleos essenciais.

## Cera de palma na fabricação de velas
Utilizada na mistura da matéria-prima para produção de velas, a cera de palma torna o produto ecologicamente correto, já que é composta por óleo hidrogenado, totalmente natural, não emitindo gases tóxicos ao meio ambiente e sendo biodegradável.
Por ser um produto renovável, mais barato em relação ao petróleo e prontamente disponível, traz redução no custo da produção de velas.
Não exala odor, possui maior tempo de capacidade de armazenagem, não sofre decomposição ao contrário de produtos provenientes de gordura animal e ainda oferece um acabamento mais liso, brilhante e mais consistente.